# Ewan Law
Ewan Law (1747 - 24 avril 1829) est un homme politique britannique, député de Westbury (1795-1800) et de Newtown (1802).

## Biographie
Il est baptisé le 30 octobre 1747, fils d'Edmund Law, plus tard évêque de Carlisle et de Mary Chistian .
Entré dans la Compagnie des Indes orientales au Bengale en 1763, Law gravit les échelons, rejoignant le conseil de Patna en 1770, devenant marchand junior en 1772, marchand principal en 1776 et chef de compagnie à Patna en 1777. Il retourne au Royaume-Uni en 1780 et prend sa retraite en 1782. Il a de nombreuses relations dans l'Inde britannique : son frère Thomas Law est un fonctionnaire de la Compagnie des Indes orientales, le frère de sa femme, William Markham, est secrétaire particulier du gouverneur général Warren Hastings , une sœur épouse Sir Thomas Rumbold (en), gouverneur de Madras; son neveu Edward Law (1er comte d'Ellenborough) devient plus tard gouverneur général .
Élu député de Westbury en 1790, Law se prononce contre la mise en accusation de Warren Hastings (son frère Edward Law est l'avocat principal de la défense de Hastings), estimant que Hastings est « honnête et honorable » et condamnant la conduite du procès comme « une diffamation contre justice britannique" le 6 juin 1793. Il quitte le siège en janvier 1795 .
En 1802, le frère de Law, Sir Edward Law, est nommé Lord Chief Justice et anobli Lord Ellenborough, libérant ainsi son siège de député de Newtown. Law lui succède, élu sans opposition lors d'une élection partielle le 5 mai 1802  mais il y a un retard dans sa prise de siège, en raison de l'orthographe de son nom ("Evan" plutôt que "Ewan") lors de l'élection . Il occupe le siège jusqu'aux élections générales de 1802.
Il siège à la Commission d'enquête navale nommée pour enquêter sur les fautes professionnelles dans la marine 1802-1805, mais il est alors en mauvaise santé et ne peut pas y assister régulièrement. En 1804, il écrit que la fréquentation est « de trop pour moi » ,.
Il meurt le 24 avril 1829 .

## Famille
Il est le frère de l'évêque John Law (1745-1810) ; du Lord Chief Justice Lord Ellenborough (1750-1818); Thomas Law (1756-1834), un investisseur immobilier à Washington, DC ; et l'évêque George Henry Law (1761-1845).
Le 28 juin 1784, il épouse Henrietta Sarah Markham, fille de William Markham, archevêque d'York. Ils ont les enfants suivants :
- Harriette Law
- Maria Law, épouse Sir George Clerk, député de Pennycuik
- William John Law, avocat
- Edward Law, ecclésiastique
- Elizabeth Frederica Law, mariée au Rév. Peter Guérin Crofts
- George Ewan Law
- Cecilia Anne Law, épouse le Rév. John Barlow